# Слапно
45°35′ пн. ш. 15°29′ сх. д. / 45.58° пн. ш. 15.48° сх. д.
Слапно (хорв. Slapno) — населений пункт у Хорватії, в Карловацькій жупанії у складі міста Озаль.

## Населення
Населення за даними перепису 2011 року становило 275 осіб.
Динаміка чисельності населення поселення: